# Sophie Boilley
Sophie Boilley (Valence, 18 de diciembre de 1989) es una deportista francesa que compitió en biatlón. Ganó dos medallas de plata en el Campeonato Mundial de Biatlón, en los años 2011 y 2012.

## Palmarés internacional
| Campeonato Mundial | Campeonato Mundial    | Campeonato Mundial | Campeonato Mundial |
| Año                | Lugar                 | Medalla            | Prueba             |
| ------------------ | --------------------- | ------------------ | ------------------ |
| 2011               | Janty-Mansisk (Rusia) | Medalla de plata   | Relevos            |
| 2012               | Ruhpolding (Alemania) | Medalla de plata   | Relevos            |